# Nashik
Nashik (in marathi नासिक) è una suddivisione dell'India, classificata come municipal corporation, di 1 076 967 abitanti, situata nel distretto di Nashik, nello stato federato del Maharashtra, a 180 km da Bombay e 220 km da Pune. In base al numero di abitanti la città rientra nella classe I (da 100 000 persone in su).

## Geografia fisica
La città è situata a 19° 58' 60 N e 73° 47' 60 E e ha un'altitudine di 569 m s.l.m.

## Società

### Evoluzione demografica
Al censimento del 2001 la popolazione di Nashik assommava a 1 076 967 persone, delle quali 579 638 maschi e 497 329 femmine. I bambini di età inferiore o uguale ai sei anni assommavano a 145.890, dei quali 76 592 maschi e 69 298 femmine. Infine, coloro che erano in grado di saper almeno leggere e scrivere erano 792 015, dei quali 461 758 maschi e 330 257 femmine.

## Monumenti e luoghi d'interesse

### Grotte di Pandulena
Le grotte sono note anche con il nome di Pandavleni; si trovano a circa 10 km a sud del centro cittadino e vi sono 20 tra santuari e monasteri buddisti del II secolo, sia di scuola Hīnayāna che di scuola Mahayana.